# Lipsk
Lipsk là một thị trấn thuộc huyện Augustowski, tỉnh Podlaskie ở đông-bắc Ba Lan. Thị trấn có diện tích 5 km². Đến ngày 1 tháng 1 năm 2011, dân số của thị trấn là 2424 người và mật độ 487 người/km².